# Јашуња
Јашуња је насељено место града Лесковца у Јабланичком округу. Према попису из 2022. има 300 становника (према попису из 2011. било је 400 становника).
У близини села се налазе тзв. Јашуњски манастири, који су под заштитом Републике Србије, као споменици културе од великог значаја.
Током септембра 2010. године у селу је избио пожар који је захватио 500 хектара ниског растиња, шума и пчелињаке.

## Историја
Подаци о насељавању нису најјаснији, због чега се долази до полемике да су становници овог подручја аутохтони.
Током средњег века село Јашуња је било есенцијално геополитичко језгро привредних делатности у немањићкој Србији. Тада су на обронцима Бабичке горе подизани манастири од изузетног значаја за духовну и образовну свест локалног становништва.
Услед појављивања куге, велики број крупних и ситних земљопоседника напустио је своја огњишта и населио се нешто јужније, на месту на коме се село налази и данас.
Долазак велике византијске породице Кантакузин на обронцима старих и већ порушених светиња допринео је препороду и реорганизацији тадашњег манастирског комплекса који је задржао своју лепоту и импозантну структуру све до 21. века.
Због доласка разних учитеља, свештеника и писара наступило је јачање образовне свести у друштву. Тако је 1868. године село добило основну школу. Ова установа је скоро славила 150 година од свог оснивања и једна је од најстаријих основних школа на југоистоку Србије.
Током XX века житељи Јашуње су били укључени у великим међународним конфликтима.
У духу револуција током Другог светског рата, становници овог поднебља се укључују у Народно-ослободилачкој борби против нацизма. Тада се ствара чувени Бабички одред који је приредио изузетан отпор локалним четничким јединицма Косте Пећанца и мањим нацистичким формацијама у Јабланичком округу. Споменици који су сведочили о јунаштву бораца су уништени, као и сама колиба у којој је одред настао.
После великих ратова и недаћа дошло је ново време просперитета у коме је село поново постало центар моравског поднебља у Лесковачкој општини. У таквој ситуацији реновирана је школа, створена је Земљорадничка задруга, као и сам фудбалски клуб.

## Пољопривреда
Пољопривреда је водећа привредна грана по обиму производње као и по запослености локалног становништва. Што се тиче земљорадње, највише се гаје воћни производи, а у нешто мањим количинама присутна је и култура узгајања поврћа и житарица.
Сточарство је значајна грана производње у пољопривреди у Јашуњи и свим околним селима у Поморављу. Ова грана пољопривреде је изузетно повољна, јер њени производи (месо, маст, млеко, јаја) спадају у главне прехрамбене производе становништва. Сељаци ситних пољопривредних газдинстава у овом селу чувају разне врсте стоке и живине.

## Демографија
Ово насеље је великим делом насељено Србима (према попису из 2022. године), а у последња три пописа, примећен је пад у броју становника.
|             | \| Демографија[4] \| Демографија[4] \| Демографија[4] \| \| Година \| Становника \| Становника \| \| -------------- \| -------------- \| -------------- \| \| 1948. \| 839 \| \| \| 1953. \| 886 \| \| \| 1961. \| 820 \| \| \| 1971. \| 773 \| \| \| 1981. \| 697 \| \| \| 1991. \| 613 \| 612 \| \| 2002. \| 514 \| 525 \| \| 2011. \| 400 \| \| \| 2022. \| 300 \| \| |            |
| Демографија | |            |
| Година      | Становника | Становника |
| 1948.       | 839 |            |
| 1953.       | 886 |            |
| 1961.       | 820 |            |
| 1971.       | 773 |            |
| 1981.       | 697 |            |
| 1991.       | 613 | 612        |
| 2002.       | 514 | 525        |
| 2011.       | 400 |            |
| 2022.       | 300 |            |

| Етнички састав према попису из 2022.‍ | Етнички састав према попису из 2022.‍ | Етнички састав према попису из 2022.‍ | Етнички састав према попису из 2022.‍ | Етнички састав према попису из 2022.‍ |
| ------------------------------------ | ------------------------------------ | ------------------------------------ | ------------------------------------ | ------------------------------------ |
|                                      |                                      |                                      |                                      |                                      |
| Срби                                 | Срби                                 |                                      | 292                                  | 97,33%                               |
| Роми                                 | Роми                                 |                                      | 6                                    | 2,00%                                |
| непознато                            | непознато                            |                                      | 2                                    | 0,67%                                |

| \| \| м \| \| \| ж \| \| ? \| 1 \| \| \| 1 \| \| 80+ \| 4 \| \| \| 10 \| \| 75—79 \| 8 \| \| \| 20 \| \| 70—74 \| 22 \| \| \| 30 \| \| 65—69 \| 24 \| \| \| 21 \| \| 60—64 \| 19 \| \| \| 24 \| \| 55—59 \| 13 \| \| \| 13 \| \| 50—54 \| 16 \| \| \| 13 \| \| 45—49 \| 21 \| \| \| 16 \| \| 40—44 \| 13 \| \| \| 16 \| \| 35—39 \| 25 \| \| \| 16 \| \| 30—34 \| 6 \| \| \| 15 \| \| 25—29 \| 14 \| \| \| 12 \| \| 20—24 \| 18 \| \| \| 13 \| \| 15—19 \| 13 \| \| \| 10 \| \| 10—14 \| 15 \| \| \| 14 \| \| 5—9 \| 12 \| \| \| 10 \| \| 0—4 \| 6 \| \| \| 10 \| \| Просек : \| 44,0 \| \| \| 47,6 \| |      |  |  |      |
| |      |  |  |      |
| | м    |  |  | ж    |
| ? | 1    |  |  | 1    |
| 80+ | 4    |  |  | 10   |
| 75—79 | 8    |  |  | 20   |
| 70—74 | 22   |  |  | 30   |
| 65—69 | 24   |  |  | 21   |
| 60—64 | 19   |  |  | 24   |
| 55—59 | 13   |  |  | 13   |
| 50—54 | 16   |  |  | 13   |
| 45—49 | 21   |  |  | 16   |
| 40—44 | 13   |  |  | 16   |
| 35—39 | 25   |  |  | 16   |
| 30—34 | 6    |  |  | 15   |
| 25—29 | 14   |  |  | 12   |
| 20—24 | 18   |  |  | 13   |
| 15—19 | 13   |  |  | 10   |
| 10—14 | 15   |  |  | 14   |
| 5—9 | 12   |  |  | 10   |
| 0—4 | 6    |  |  | 10   |
| Просек : | 44,0 |  |  | 47,6 |

| Година пописа     | 1948. | 1953. | 1961. | 1971. | 1981. | 1991. | 2002. |
| ----------------- | ----- | ----- | ----- | ----- | ----- | ----- | ----- |
| Број домаћинстава | 145   | 164   | 163   | 172   | 173   | 165   | 149   |

| Број чланова      | 1  | 2  | 3  | 4  | 5  | 6  | 7 | 8 | 9 | 10 и више | Просек |
| ----------------- | -- | -- | -- | -- | -- | -- | - | - | - | --------- | ------ |
| Број домаћинстава | 24 | 39 | 16 | 19 | 26 | 19 | 4 | 2 | 0 | 0         | 3,45   |

| Пол    | Укупно | Неожењен/Неудата | Ожењен/Удата | Удовац/Удовица | Разведен/Разведена | Непознато |
| ------ | ------ | ---------------- | ------------ | -------------- | ------------------ | --------- |
| Мушки  | 217    | 48               | 150          | 14             | 5                  | 0         |
| Женски | 230    | 26               | 154          | 45             | 5                  | 0         |
| УКУПНО | 447    | 74               | 304          | 59             | 10                 | 0         |

| Пол    | Укупно                    | Пољопривреда, лов и шумарство | Рибарство                            | Вађење руде и камена | Прерађивачка индустрија       |
| ------ | ------------------------- | ----------------------------- | ------------------------------------ | -------------------- | ----------------------------- |
| Мушки  | 139                       | 83                            | 0                                    | 0                    | 30                            |
| Женски | 97                        | 72                            | 0                                    | 0                    | 16                            |
| Укупно | 236                       | 155                           | 0                                    | 0                    | 46                            |
|        |                           |                               |                                      |                      |                               |
| Пол    | Производња и снабдевање   | Грађевинарство                | Трговина                             | Хотели и ресторани   | Саобраћај, складиштење и везе |
| Мушки  | 0                         | 4                             | 5                                    | 0                    | 4                             |
| Женски | 0                         | 1                             | 2                                    | 0                    | 0                             |
| Укупно | 0                         | 5                             | 7                                    | 0                    | 4                             |
|        |                           |                               |                                      |                      |                               |
| Пол    | Финансијско посредовање   | Некретнине                    | Државна управа и одбрана             | Образовање           | Здравствени и социјални рад   |
| Мушки  | 0                         | 0                             | 2                                    | 3                    | 3                             |
| Женски | 0                         | 0                             | 0                                    | 2                    | 3                             |
| Укупно | 0                         | 0                             | 2                                    | 5                    | 6                             |
|        |                           |                               |                                      |                      |                               |
| Пол    | Остале услужне активности | Приватна домаћинства          | Екстериторијалне организације и тела | Непознато            | Непознато                     |
| Мушки  | 1                         | 0                             | 0                                    | 4                    | 4                             |
| Женски | 0                         | 0                             | 0                                    | 1                    | 1                             |
| Укупно | 1                         | 0                             | 0                                    | 5                    | 5                             |

## Галерија
- Земљорадничка задруга
- Основна школа
- Основна школа
- Основна школа
- Основна школа
- Амбуланта
- Спортски терен